# Luigi Maggi
Luigi Maggi (21 de diciembre de 1867 – 22 de agosto de 1947) fue un actor y director cinematográfico italiano de la época del cine mudo. 

## Biografía
Nacido en Turín, Italia, en sus inicios trabajó como tipógrafo de la Unione Tipografico-Editrice Torinese. Más adelante fue actor del Teatro Piémont, y llegó a dirigir una teatro de aficionados en dialecto en la Cámara de Trabajo de su ciudad. En 1906 conoció a Arturo Ambrosio, que lo contrató para trabajar en la compañía productora fundada por él, Ambrosio Film, asumiendo en la misma funciones de actor, director, guionista y director artístico.
Su estreno tuvo lugar en 1907, pero el éxito llegó al año siguiente con el film Los últimos días de Pompeya, dirigido conjuntamente con Ambrosio, y al que siguieron otros títulos de temática similar, como fue el caso de Nerone y Luigi XI, re di Francia, ambos de 1909. En muchas de las cintas dirigidas por él también actuaba, siendo una de ellas Nozze d'oro (1911).
A partir de 1914 también trabajó para otras productoras nacionales como Leonardo Film, Itala Film, Film d'Arte Italiana, Rosa Film y Caesar Film. En estas compañías fue actor bajo la dirección de otros directores en cintas como Maciste alpino (1916) y Lasciate fare a Niniche (1919).
Su último film de éxito como director fue el título de 1925 La bambola vivente, retirándose a partir de entonces del cine y dedicándose a las actividades teatrales y a la realización de comedias en el ámbito radiofónico.
Luigi Maggi falleció en Turín en 1947.

## Selección de su filmografía

### Como actor
- Romanzo di un derelitto, dirigida por Roberto Omegna (1906)
- Maciste alpino, dirigida por Giovanni Pastrone (1916)
- La vagabonda, dirigida por Musidora y Eugenio Perego (1918)
- Papà mio, mi piaccion tutti!, dirigida por Eugenio Perego (1918)
- Rocambole, dirigida por Giuseppe Zaccaria (1919)
- Fiamma simbolica, dirigida por Eugenio Perego (1919)
- Lucie de Trecoeur, dirigida por Camillo De Riso y Augusto Genina (1922)
- Viaggio di nozze in sette, dirigida por Leopoldo Carlucci (1928)

### Como director
- Vendetta di pagliaccio, codirigida con Ernesto Maria Pasquali (1907)
- Il conte di Montecristo (1908)
- Los últimos días de Pompeya, codirigida con Arturo Ambrosio (1908)
- Signori ladri (1909)
- Il pianoforte silenzioso (1909)
- Il figlio delle selve (1909)
- Il diavolo zoppo (1909)
- Amore e patria (1909)
- Galileo Galilei (1909)
- Luigi XI, re di Francia (1909)
- Spergiura!, codirigida con Arturo Ambrosio (1909)
- Nerone, dirección e interpretación (1909)
- L'ostaggio (1909)
- Il piccolo vandeano (1909)
- Il granatiere Roland (1910)
- La ballata della strega (1910)
- La più forte (1910)
- Estrellita (1910)
- Il corriere dell'imperatore (1910)
- La presa di Saragozza (1910)
- La stanza segreta, codirigida con Giuseppe Gray, además de interpretada (1910)
- Il guanto (1910)
- Il segreto del gobbo (1910)
- La fucina, dirección y actuación (1910)
- La vergine di Babilonia (1910)
- Alibi atroce, dirección y actuación (1910)
- Il segreto della fidanzata (1910)
- Il danaro di Giuda  (1910)
- Lo schiavo di Cartagine, codirigida con Arturo Ambrosio, además de interpretada (1910)
- Didone abbandonata (1910)
- La Gioconda (1910)
- Sisto V (1911)
- Il debito dell'Imperatore (1911)
- La fiaccola sotto il moggio (1911)
- La tigre (1911)
- La regina di Ninive, dirección y actuación (1911)
- Gulnara, dirección y actuación (1911)
- Nozze d'oro, dirección y actuación (1911)
- Il convegno supremo (1911)
- Il sogno di un tramonto d'autunno (1911)
- Thomas Chatterton (1912)
- La nave dei leoni (1912)
- Satana (1912)
- Il bersaglio vivente, dirección y actuación (1913)
- L'uomo giallo (1913)
- Il notturno di Chopin (1913)
- Il barbiere di Siviglia (1913)
- Le nozze di Figaro (1913)
- Delenda Carthago! (1914)
- Il fornaretto di Venezia (1914)
- Il leone di Venezia (1914)
- La cantoniera n. 13, dirección y actuación (1919)
- La gibigianna (1919)
- Corazón de hierro y corazón de oro, codirigida con Dante Cappelli (1919)
- La danza delle ore (1920)
- Figuretta (1920)
- Gens nova (1920)
- Il giro del mondo di un birichino di Parigi (1921)
- Angeli e demoni (1921)
- La lanterna di Diogene, dirección y actuación (1922)
- La ruota del falco (1922)
- Ali spezzate (1923)
- La bambola vivente (1925)